# FC Uster
Der FC Uster (FCU) ist ein Schweizer Fussballclub aus der Stadt Uster, der momentan in der 2. Liga interregional, der fünfthöchsten Schweizer Liga, spielt.

## Geschichte
Der Schweizer Fussballverein FC Uster wurde am 18. Juli 1909 von 16 jungen Männern in der Taverne zur „Krone“ als Fussball-Verein FC FORTUNA USTER gegründet. Am 31. August 1913 wurde der Name des Vereins in FC Uster umgewandelt. Der Club verfügt heute über drei aktive Mannschaften und eine eigene Junioren Abteilung.
In der Saison 1943/44 stieg die 1. Mannschaft zum ersten Mal in die oberste Amateurklasse (1. Liga) auf. In der Saison 2003/04 konnte die Mannschaft direkt in die 2. Liga interregional aufsteigen und sich für die Schweizer-Cup-Hauptrunde qualifizieren, in der sie später gegen FC Wolhusen (2:1) scheiterten. In der Vereinsgeschichte konnte der FC dreimal den Züri-Leu-Wanderpokal gewinnen.
In der Saison 2011/12 stieg die 1. Mannschaft unter Trainer Bruno Schyrr wieder in die 2. Liga interregional auf. Die Mannschaft spielt in der Spielzeit 2015/16 in der Gruppe 6.

## Sportanlage Buchholz
Die Sportanlage Buchholz beinhaltet fünf Naturrasenplätze und zwei Kunstrasenplätze. 
Das 1976 errichtete Stadion Buchholz, mit einer Kapazität von 7 000 Plätze (davon 2 000 Sitzplätze), ist das Heimstadion der ersten Mannschaft.

## Heusser-Staub-Wiese
Die Sportanlage auf der Hinterenwiesen ist seit Urzeiten das Zuhause des FC Uster. Hier befinden sich die vereinseigenen Garderoben sowie das Clubhaus "Tschutteria". Die Heusser-Staub-Wiese wird heute mehrheitlich durch die Junioren und Veteranen/Senioren benutzt.
Das Hauptfeld aus dem Jahre 1950 ist mit 107 × 72 Meter (7704 m²) eines der grössten in der Region, ja gar in der gesamten Schweiz. Zum Vergleich Stadion Buchholz hat 103 × 65 Meter (6695 m², das sind 100 m² pro Feldspieler weniger) und das Stadion Letzigrund (SFL) 105 × 68 Meter (7140 m²).